# THE DREAM SHOW 4
《2025 NCT DREAM TOUR "THE DREAM SHOW 4 : DREAM THE FUTURE"》는 대한민국의 음악 그룹 NCT DREAM의 네번째 콘서트 투어이다.

## 개요
2025년 5월 2일, SM 엔터테인먼트는 NCT DREAM의 2025년 하반기 신보 발표에 앞서 네번째 단독 콘서트의 3일간의 일정을 공개하였고 6일 뒤인 5월 8일 멜론티켓을 통해 팬클럽 선행 예매가, 5월 9일에 일반 예매가 뒤이어 진행되었다.
NCT DREAM은 이 투어를 통해 2023년부터 총 4차례에 걸쳐 고척스카이돔 무대에 오르는 위업을 달성하게 되었다.

## 투어 일정
| 일정             | 도시         | 국가       | 장소                           | 관객 동원     |
| ---------------- | ------------ | ---------- | ------------------------------ | ------------- |
| 2025년 7월 10일  | 서울         | 대한민국   | 고척스카이돔                   | 통산 66,000명 |
| 2025년 7월 11일  | 서울         | 대한민국   | 고척스카이돔                   | 통산 66,000명 |
| 2025년 7월 12일  | 서울         | 대한민국   | 고척스카이돔                   | 통산 66,000명 |
| 2025년 8월 16일  | 방콕         | 태국       | 라자망갈라 인터내셔널 스타디움 | 통산 66,000명 |
| 2025년 8월 17일  | 방콕         | 태국       | 라자망갈라 인터내셔널 스타디움 | 통산 66,000명 |
| 2025년 8월 30일  | 홍콩         | 홍콩       | 카이탁 스타디움                | 40,000명      |
| 2025년 9월 27일  | 자카르타     | 인도네시아 | 자카르타 국제 경기장           | 통산 80,000명 |
| 2025년 9월 28일  | 자카르타     | 인도네시아 | 자카르타 국제 경기장           | 통산 80,000명 |
| 2025년 10월 18일 | 싱가포르     | 싱가포르   | 싱가포르 인도어 스타디움       | 통산 22,000명 |
| 2025년 10월 19일 | 싱가포르     | 싱가포르   | 싱가포르 인도어 스타디움       | 통산 22,000명 |
| 2025년 11월 15일 | 기옥         | 일본       | 사이타마 슈퍼 아레나           | 통산 50,000명 |
| 2025년 11월 16일 | 기옥         | 일본       | 사이타마 슈퍼 아레나           | 통산 50,000명 |
| 2025년 12월 6일  | 대북         | 중화민국   | 타이베이 돔                    | 35,000명      |
| 2025년 12월 13일 | 쿠알라룸푸르 | 말레이시아 | 악시아타 아레나 부킷 자릴      | 통산 26,000명 |
| 2025년 12월 14일 | 쿠알라룸푸르 | 말레이시아 | 악시아타 아레나 부킷 자릴      | 통산 26,000명 |
| 2026년 1월 8일   | 대판         | 일본       | 오사카 성 홀                   | 통산 33,000명 |
| 2026년 1월 9일   | 대판         | 일본       | 오사카 성 홀                   | 통산 33,000명 |
| 2026년 1월 10일  | 대판         | 일본       | 오사카 성 홀                   | 통산 33,000명 |
| 2026년 1월 24일  | 애지현       | 일본       | 아이치 스카이 엑스포 전시 홀 A | 통산 20,000명 |
| 2026년 1월 25일  | 애지현       | 일본       | 아이치 스카이 엑스포 전시 홀 A | 통산 20,000명 |

## 세트 리스트
- Opening VCR -
- BTTF
- 무대로 (Déjà Vu; 舞代路)
- Ridin'
- ISTJ
- BOOM

- VCR #2 -
- We Young
- 덩크슛 (Dunk Shot)
- Candy

- VCR #3 -
- 맛 (Hot Sauce)
- Diggity

- Ment -
- 1, 2, 3
- 별 밤 (On The Way)
- You (숲)
- La La Love
- My Page

- VCR #4 -
- Best Of Me
- STRONGER
- Smoothie

- Ment -
- Moonlight (KR)
- Broken Melodies
- Trigger The Fever
- Hello Future

- Encore VCR -
- CHILLER

- Ment -
- Off The Wall
- Rocket

- Ment -
- 하늘을 나는 꿈 (Heavenly)

## 제작
- NCT DREAM (마크, 런쥔, 제노, 해찬, 재민, 천러, 지성)
- 주최, 주관 : SM 엔터테인먼트, CJ ENM